# Emil Sirotek
Emil Sirotek (20. března 1937 Praha – 1. října 1999 Praha) byl český kameraman.
Byl spolupracovníkem řady významných českých režisérů, například Jaromila Jireše, Václava Vorlíčka nebo Věry Plívové-Šimkové.

## Filmografie

### hlavní kamera
- 2000 Král sokolů
- 1999 Nebát se a nakrást
- 1996 Chlípník
- 1994 Řád
- 1994 Zasněžená romance
- 1989 Jestřábí moudrost
- 1989 Muka obraznosti
- 1988 Dotyky
- 1988 Pan Tau
- 1987 Když v ráji pršelo
- 1986 Chobotnice z II. patra
- 1986 Velká filmová loupež
- 1986 Veselé Vánoce přejí chobotnice
- 1984 Poločas štěstí
- 1984 Rumburak
- 1983 Hořký podzim s vůní manga
- 1983 Létající Čestmír
- 1982 Jak svět přichází o básníky
- 1982 Neúplné zatmění
- 1981 Krakonoš a lyžníci
- 1981 Opera ve vinici
- 1981 Zralé víno
- 1980 Blázni, vodníci a podvodníci
- 1978 Mladý muž a bílá velryba
- 1977 Hop – a je tu lidoop
- 1977 Jak se točí Rozmarýny
- 1976 Boty plné vody
- 1975 Páni kluci
- 1975 Romance za korunu
- 1974 Kvočny a Král
- 1974 Noc oranžových ohňů
- 1972 O Sněhurce
- 1970 Lišáci, Myšáci a Šibeničák
- 1969 Po stopách krve

### druhá kamera
- 1969 Zabil jsem Einsteina, pánové
- 1968 Objížďka
- 1967 Sedm havranů
- 1966 Kočár do Vídně
- 1965 Sedm zabitých
- 1965 Svatba s podmínkou
- 1964 Lov na mamuta
- 1964 Místo v houfu
- 1963 Deváté jméno
- 1963 Spanilá jízda

### asistent kamery
- 1962 Pevnost na Rýně
- 1961 Kde řeky mají slunce
- 1961 Trápení
- 1960 Lidé jako ty
- 1959 Konec cesty
- 1959 Jak se Franta naučil bát
- 1959 O medvědu Ondřejovi